# Liste von Muftiaten
Dies ist eine Liste von Muftiaten. Ein Muftiat ist ein territorialer Verwaltungsbezirk der Muslime unter der Leitung eines Muftis. Ein Großmuftiat ist ein von einem Großmufti (siehe auch Liste von Großmuftis) geleiteter Zusammenschluss regionaler Muftiate.

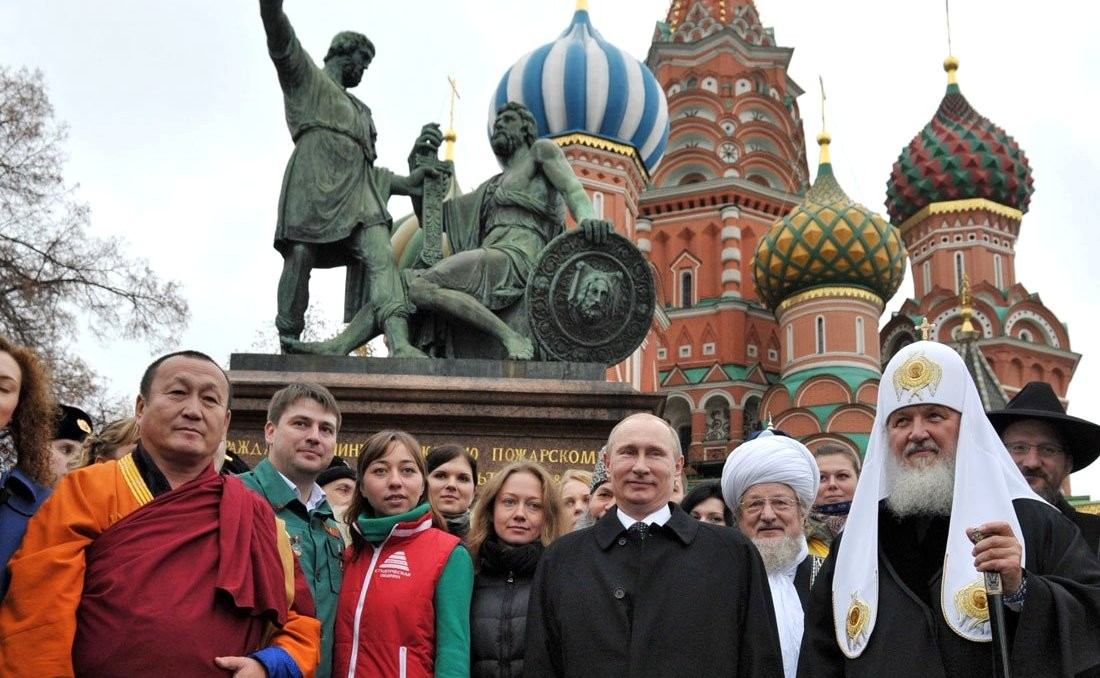
Vertreter der traditionellen Religionen – Pandito Hambo-Lama Damba Ajuschejew, Muchammad Sagitowitsch Rachimow (direkt hinter Putin, mit Papacha), der Vorsitzende der Zentralen geistlichen Verwaltung der Muslime Russlands (Zjentralnoje duchownoje uprawlenije mussulman Rossii) Großmufti Talgat Tadschuddin, Kyrill I., Berel Lazar (Oberrabbiner von Russland) – zusammen mit Wladimir Putin am Tag der Einheit des Volkes (2012) vor dem Minin-und-Poscharski-Denkmal vor der Basilius-Kathedrale auf dem Roten Platz in Moskau.

Bekannte Großmuftis sind oder waren z. B. der von 1992 bis 2015 amtierende Großmufti Talgat Tadschuddin, in der Zeit Vorsitzender der Zentralen geistlichen Verwaltung der Muslime Russlands (russ. Zjentralnoje duchownoje uprawlenije mussulman Rossii) mit Sitz in Ufa (Baschkortostan), oder der ehemalige Großmufti von Ägypten Ahmed el-Tayeb, der jetzige Scheich al-Azhar, der Nachfolger von Muhammad Sayyid Tantawi.
Die folgende alphabetische Übersicht enthält auch einige historische Muftiate und erhebt keinen Anspruch auf Vollständigkeit oder Aktualität. Eine Vereinheitlichung der Schreibweisen wird angestrebt. Einige Muftiate sind länderübergreifend:

## Übersicht

### A
- Großmufti von Ägypten (siehe auch den Hauptartikel)
  - Schawki Ibrahim Abdel-Karim Allam (* 1961)
  - Ali Gomaa (* 1952)
- Mufti von Akkar (Libanon)
  - Scheich Osama Al-Rifai[1]
  - Scheich Ali Al-Khatib (Vizepräsident Hoher Islamischer Rat der Shiiten)[2]
  - Imam Al-Sadr (* 4. Juni 1928; † 31. August 1978) Gründungspräsident  Hoher Islamischer Rat der Shiiten[3]
  - Scheich Abdul Latif Derian (Großmufti seit 2014)[4]
- Großmufti von Albanien
  - Selim Muça (vor 1937–2016)
  - Hafiz Sabri Koçi (1921–2004)
- Mufti von Aleppo (Syrien) Position vom Syrischen Präsidenten Bashar al-Assad aufgelöst[5][6]
  - Scheich Dr. Ibrahim Al-Salqini[7][8]
  - Scheich Ahmad Hassoun[9] (Juli 2005 – November 2021)
  - Scheich Osama Al-Rifai[10]
- Großmufti von Armenien
  - Aram Nazaryan
- Großmufti von Aserbeidschan, Georgien und Armenien
  - Allah-Shakur bin Hemmat Bashazada (* 26. August 1949)
- Mufti von Australien
- Sheikh Tajuddin Hamid Al-Hilali (ca. 1941)

### B
- Mufti von Baalbek (Libanon)
  - Shaykh Khaled Al-Sulh
- Mufti von Banja Luka (Bosnien)
  - Shaykh Adham Samcic
- Mufti von Baydha (Jemen)
  - Husayn bin Muhammad al-Haddar
- Muftiat Belgrad für Zentralserbien (Islamische Gemeinschaft in Serbien)
  - Mufti Rešad Plojović, zugleich Mufti von Novi Sad
- Mufti von Bihać (Bosnien)
  - Shaykh Hasan Makić (* 1955)
- Großmufti von Bosnien und Herzegowina
  - Husein Kavazović (* 1964)
  - Mustafa Cerić (* 1952)
- Mufti der Streitkräfte (Bosnien)
  - Shaykh Ismael Smajlovic
- Großmufti von Brunei
  - Pehin Tuan Imam Dato Paduka Seri Setia Ustaz Haji Awang Abdul Aziz bin Juned (* 1941)
- Großmufti von Bulgarien
  - Mustafa Alish Hadji

### D
- Geistliche Verwaltung der Muslime der Republik Dagestan (Духовное управление мусульман Республики Дагестан / Duchownoje uprawlenije mussulman Respubliki Dagestan)
  - Achmad Magomedowitsch Abdulajew (* 1959)
  - Said Muhammad Abubakarow
- Mufti von Damaskus (Syrien)
  - Abdul-Fattah Al-Bizm
- Großmufti von Dubai
  - Al-Habib Ahmad bin Abd Al-Aziz Al-Haddad

### G
- Geistliche Versammlung der Muslime Russlands (russ. Духовное собрание мусульман России; Abk. ДСМ РФ / DSM RF)
  - Mufti Albir Krganow
- Mufti von West Georgien[11]
  - Jemal Paksadze[12]
- Mufti von Ost Georgien[11]
  - Iasin Aliev[13]
- Mufti von Goražde (Bosnien)
  - Shaykh Hamed Afandic

### H
- siehe Bosnien und Herzegowina

### I
- Muftiat von Inguschetien
  - Magomed Albogatschijew  (* 1957)
  - Issa Chamchojew
- Großmufti von Istanbul
  - Mustafa Çağrıcı (* 1950), Suleiman-Moschee in Istanbul

### J
- Großmufti von Jerusalem und Ganz Palästina
  - Muhammad Ahmad Hussein
  - Ikrima Said Sabri (* 1939)
- Großmufti von Jordanien
  - Abdul Kareem al-Khasawneh (* 1944)
  - Saʿid Hijjawi (* 1945)
  - Nuh Ali Salman Al-Qudah (1939–2010)
  - Izz Al-Din Al-Tamimi (1928–2008)
- Mufti der Streitkräfte von Jordanien
  - Shaykh Mahmood Shuwayat

### K
- Geistliche Verwaltung der Muslime von Kabardino-Balkarien (Духовное управление мусульман Кабардино-Балкарии / Duchownoje uprawlenije mussulman Kabardino-Balkarii)
  - Chasratali Dsasseschew
  - Anas Pschichatschew (1967–2010)
  - Schafig Pschichatschew (* 1962)
- Geistliche Verwaltung der Muslime von Karatschai-Tscherkessien und Stawropol (Духовное управление мусульман КЧР и Ставрополья / Duchownoje uprawlenije mussulman KTschR i Stawropolja)
  - Ismail Verdiev
- Geistliche Verwaltung der Muslime von Karelien (Karelisches Muftiat) (Духовное управление мусульман Карелии (Карельский муфтият) / Duchownoje uprawlenije mussulman Karelii (Karelski muftijat))
  - Wisam Ali Bardvil
- Großmufti von Kasachstan
  - Yerzhan Mayamerov
- Großmufti des Kaukasus, Sitz: Baku
  - Allahşükür Paşazadə (* 1949)
- Geistliche Verwaltung der Muslime von Khanty-Mansiysk (Духовное управление мусульман ХМАО / Duchownoje uprawlenije mussulman ChMAO)
- Mufti von Kirgisistan (Kirgisien)
  - Rahmatullah Igamberdiev
- Großmufti des Kosovo
  - Naim Trnava (* 1961)
- Großmufti von Kroatien
  - Ševko Omerbašić (1945–2024)

### L
- Großmufti des Libanon (Libanon)
  - Mohammad Rashid Qabbani (* 1942)
- Mufti von Litauen
  - Romas Jakubauskas
- Mufti von Ljubljana (Slowenien)
  - Shaykh Nezdad Grabus (* 1968)

### M
- Mufti von Machatschkala
- Geistliche Verwaltung der Muslime der Republik Mordwinien (Духовное управление мусульман Республики Мордовия / Duchownoje uprawlenije mussulman Respubliki Mordowija)
- Mufti von Moskau und Zentralrussland
  - Albir Krganow  (* 1976)
- Mufti von Mostar (Bosnien)
  - Seid Smajkic

### N
- Geistliche Verwaltung der Muslime der Oblast Nischni Nowgorod (Духовное управление мусульман Нижегородской области / Duchownoje uprawlenije mussulman Nischegorodskoi oblasti)
- Koordinationszentrum der Muslime des Nordkaukasus
- Mufti von Nordossetien (Geistliche Verwaltung der Muslime Nordossetiens)
  - Hadjimurad Gatsalov
- Muftiat Novi Sad (Sitz in Novi Sad, verwaltet von Fadil Murati)
- Muftiat Novi Sad (Islamische Gemeinschaft in Serbien)
  - Mufti Rešad Plojović, zugleich Mufti von Belgrad

### O
- Großmufti des Sultanats Oman
  - Ahmad Al-Khalili (* 1942)
- (historisch) Geistliche Versammlung für die Muslime Russlands in Orenburg (Оренбургское магометанское духовное собрание / Orenburgskoje magometanskoje duchownoje sobranije)
- Ossetien, siehe Nordossetien

### P
- Geistliche Verwaltung der Muslime der Region Perm (Muftiat von Perm) (Духовное управление мусульман Пермского края (Пермский муфтият) / Duchownoje uprawlenije mussulman Permskowo kraja (Permski muftijat))
  - Muhammedgali Khuzin
- Großmufti von Polen
  - Tomasz Miskiewicz
  - Jakub Szynkiewicz (1884–1966)
- Meschihat Preševo (Islamische Gemeinschaft Serbiens)
- Mufti Nedžmedin Saćipi (serbische Schreibweise)/Nexhmedin Saqipi (albanische Schreibweise)
- Muftiat Preševo (Islamische Gemeinschaft in Serbien)
  - Mufti Mumin Tahiri (Sitz in Preševo)

### R
- Mufti von Constanța (Rumänien) (Muftiul Cultului Musulman din România)
  - Mufti Iusuf Muurat
- Großmufti in der Russischen Föderation (Vorsitzender der Zentralen geistlichen Verwaltung der Muslime Russlands (russ. Zjentralnoje duchownoje uprawlenije mussulman Rossii))
  - Talgat Tadschuddin (* 1948), Sitz: Ufa
- Geistliche Verwaltung der Muslime des europäischen Teils von Russland (Духовное управление мусульман Европейской части России / Duchownoje uprawlenije mussulman Jewropeiskoi tschasti Rossii) Großmufti von Russland
  - Rawil Ismagilowitsch Gainutdin (* 1959)

### S
- Geistliche Verwaltung der Muslime der Oblast Samara (Духовное управление мусульман Самарской области / Duchownoje uprawlenije mussulman Samarskoi oblasti)
  - Talip Yarullin
- Meschihat des Sandschak (Islamische Gemeinschaft Serbiens)
  - Mufti Hasib Suljović
- Mufti des Sandschak (Islamische Gemeinschaft in Serbien)
  - Mufti Muamer Zukorlić (1970–2021), Sitz: Novi Pazar, zugleich Großmufti und Vorsitzender der Islamischen Gemeinschaft in Serbien
- Mufti von Sarajevo (Bosnien)
  - Shaykh Hussein Smajic
- Großmufti von Saudi-Arabien
  - Abd al-Aziz bin Abdullah Al asch-Schaich (* 1943)
- Meschihat Serbien (Islamische Gemeinschaft Serbiens)
  - Mufti Muhamed Jusufspahić, Sitz in Belgrad

- Geistliche Verwaltung der Muslime von Sibirien und dem Fernen Osten (Духовное управление мусульман Сибири и Дальнего Востока / Duchownoje uprawlenije mussulman Sibiri i Dalnewo Wostoka)
  - Nafigullah Ashirov (* 1954), Sitz in Tobolsk
- Jafari Mufti von Sidon und Al-Zahrani, Libanon
  - Muhammad Hasan ʿUsayran
- Großmufti von Slowenien
  - Nezdad Grabus (* 1968)
- Großmufti der Republik Syrien
  - Ahmad Badr Al-Din Hassoun (* 1949)

### T
- Geistliche Verwaltung der Muslime der Republik Tatarstan (Muftiat von Kasan) (Духовное управление мусульман Республики Татарстан (Казанский муфтият) / Duchownoje uprawlenije mussulman Respubliki Tatarstan (Kasanski muftijat))
  - Kamil Samigullin (* 1985)
  - Ildus Faisow
  - Gusman Ischakow
- Mufti von Travnik (Bosnien)
  - Shaykh Nasrat Abdibigovic
- Mufti von Tschetschenien
  - Salach Meschijew
  - Sultan Mirsajew (* 1964)
  - Achmat Kadyrow (1951–2004)
- Geistliche Verwaltung der Muslime der Republik Tschuwaschien (Духовное Управление мусульман Чувашской Республики / Duchownoje Uprawlenije mussulman Tschuwaschskoi Respubliki)
  - Airat Khaibullov
- Mufti von Tuzla (Bosnien)
  - Vahid Fazlić
  - Shaykh Husein Kavazović (* 1964)

### U
- Mufti von Ufa 
  - Abdurrahman Rasulaev
- Ukraine, Geistliche Verwaltung der Muslime der Ukraine (ukrainisch: Духовне управління мусульман України (DUMU)) 
  - Ahmed Tamim  (* 1956)
- Zentrale geistliche Verwaltung der Muslime der Oblast Uljanowsk (russ. Центральное духовное управление мусульман Ульяновской области)
  - Muhammad Hazrat Baibikov, Sitz in Uljanowsk

Ä*Großmufti von Usbekistan
- - Usman Alemov (1950–2021)
  - Abdurashid Bahromov

### Z
- Mufti von Zagreb (Kroatien)
  - Shaykh Sevki Omarbasic (1945–2024)
- Mufti von Zenica (Bosnien)
  - Shaykh Ajoob Dawtovic
- (historisch) Geistliche Verwaltung der Muslime in Zentralasien und Kasachstan (Duchownoje uprawlenije mussulman Srednei Asii i Kasachstana)
  - Muhammad Sodiq Mohammad Yusuf (1952–2015), Großmufti